# Юлий Юлиан
Юлий (Ионий) Юлиан (лат. Iulius (Ionius) Iulianus) — римский политический деятель первой половины IV века, консул 325 года.

## Биография
Его первое имя спорно, из-за расхождений и плохого состояния источников. Возможные варианты — Ионий, Юлий, Цейоний, обычно исследователями рассматриваются первые два.
В 314 году был префектом Египта. Юлий Юлиан служил императору Лицинию как префект претория с весны 315 года до сентября 324 года. В это время он получил почетный ранг vir eminentissimus. Константин I, одержав победу над Лицинием, не окончил карьеру Юлиана, ставя его, наоборот, в пример своим чиновникам. Он назначил его консулом в мае 325 года, после того, как Валерий Прокул, занимавший должность с января вместе с Секстом Аницием Фаустом Паулином, был смещен.
Юлий Юлиан являлся отцом Василины, жены сводного брата Константина Юлия Констанция и матери Юлиана II. Сам император Юлиан был назван в честь своего деда.